# 451138 Rizvanov
451138 Rizvanov este o planetă minoră (asteroid) din centura de asteroizi. A fost descoperită pe 29 august 2009 la  de Timoer Valerievitsj Krjatsjko⁠(d). 
Obiectul prezintă o orbită caracterizată de o semiaxă mare de 3,1044117909401 UAi, o excentricitate de 0,090432180152509, o înclinație de 9,6133715546757 ° în raport cu ecliptica.